# Epimyrma corsica
Epimyrma corsica là một loài kiến thuộc họ Formicidae. Đây là loài đặc hữu của Pháp.